# Pavillon La Laurentienne
Le pavillon La Laurentienne (LAU) est l'un des bâtiments de l'Université Laval, à Québec.

## Description
Le pavillon La Laurentienne abrite les locaux du Carré des affaires FSA ULaval - Banque nationale et de la Direction générale de la formation continue (DGFC)